# Mohammed Diarra
Mohamed Diarra (Conakry, 20 giugno 1992) è un ex calciatore guineano, di ruolo centrocampista.

## Carriera

### Nazionale
Ha esordito in nazionale nel 2013.